# Bathymedon monoculodiformis
Bathymedon monoculodiformis är en kräftdjursart. Bathymedon monoculodiformis ingår i släktet Bathymedon och familjen Oedicerotidae. Inga underarter finns listade i Catalogue of Life.